# Александар Крон
Александар Крон (Вршац, 25. децембар 1937 — Београд, 2000) био је југословенски и српски филозоф и логичар.

## Биографија
Школовао се у Вршцу и Зрењанину где је матурирао 1956. Студирао је филозофију на Филозофском факултету у Београду и дипломирао је 1960. Од 1960. до 1967. био је асистент на предмету Логика. Докторирао је 1965. на Филозофском факултету у Београду тезом Однос поливалентних логика и теорије вероватноће. Предавао је Логику, Филозофију науке и Методологију научног истраживања. У Пицбургу (САД) је предавао Филозофију егзистенције (1970.), а у Плимуту Филозофију Рене Декарта и Аналитичку филозофију (1993-94). Током 1963-64. био је стипендиста холандске владе у Институту за Основе математике и Филозофију егзактних наука Универзитета у Амстердаму, а 1969-70. на Универзитету у Пицбургу, где је предавао и бавио се истраживањем. Као стипендиста Фулбрајтове фондације био је 1985. Visiting Scholar на Универзитету у Блумингтону, Индијана. Од 1967. је био доцент а од 1976 до 1992. ванредни професор и касније редовни професор на Филозофском факултету у Београду. Подручје Кроновог истраживања била је математичка логика. Учествовао је у раду међународних конгреса и конференција: на III, VII, IX и X међународном конгресу за логику, методологију и филозофију наука и на међународним конференцијама Workshop in Quantum Logic, Smirnov's Readings. Учествовао је такође у раду неколико домаћих симпозијума и конференција из филозофије, физике и математике. У Математичком институту САНУ руководио је семинаром за Математичку логику.
Објавио је књиге и један уџбеник (са Светланом Књазев-Адамовић) и дао низ доприноса математичкој логици у преко 20 радова који су објављени у међународним публикацијама. 

### Филозофске студије
- Deduction Theorems for Relevant Logics, 1973.
- Analysis of Causality, Dordrecht, 1976.
- Однос поливалентних логика и теорије вероватноће, Београд, 1984.
- Елементарна теорија скупова, Београд, 1992.